# Битва при Лисимахии
Битва при Лисимахии — сражение 277 года до н. э. между армиями галлов и македонян. Победа последних позволила стабилизировать Македонию и заложить основу новой царской династии Антигонидов.

## Предыстория

### Положение эллинистического мира
Во время правления Александра Македонского македоняне контролировали Грецию, аннексировали Фракию, вторглись в Персидскую империю и дошли до Индии. На момент его смерти государство простиралась от Дуная на севере до Египта на юге и до Инда на востоке. Были коронованы страдающий слабоумием сводный брат Филипп III и ещё не рождённый сын покойного Александр IV. Учитывая неспособность обоих править, военачальники (диадохи) заключили соглашение, разделив сферы влияния. Бывший регентом Пердикка своей деятельностью в пользу централизованного государства оттолкнул от себя всех диадохов, которые стремились править автономными сатрапиями. Положение ухудшилась с началом первой войны диадоков, которая длилась с 322 по 319 год до н. э. После смерти Пердикки в 321 году до н. э. произошло новое перераспределение власти в Трипарадисе.
В 309 году регент Македонии Кассандр приказал убить Александра IV и его мать Роксану, прежде чем женился на дочери Филиппа II Фессалонике. При таких обстоятельствах диадох Антигон Одноглазый решил бороться за восстановление единства и провозгласил себя царём в 306 году до н. э. После двух войн Антигон был окончательно побежден и убит в битве при Ипсе в 301 году до н. э., что закрепило окончательное разделение империи Александра Македонского на несколько царств.
Смерть Кассандра в 297 г. до н. э. до н. э. ввергает Македонию в смутный период. Его сыновья правили очень недолго, и Деметрий Полиоркет был провозглашен царем в 294 году до н. э. Он боролся против Лисимаха и Пирра, которым удалось изгнать его из власти. Владения Лисимаха тогда достигают своего максимального расширения, объединяя Македонию с Фракией и простираясь на большую часть Малой Азии. Наконец, он потерпел поражение в битве при Курупедионе от Селевка в 281 году до н. э, и титул царя Македонии переходит в руки Птолемея Керавна. Но в 279 году до н. э. он погиб при попытке отразить кельтское вторжение.

### Галльское вторжение
«Галаты» — название, данное греками группе кельтских народов, после нескольких миграций осевших на Балканах к северу от Македонии, Эпира и Фракии. Шли годы, они усиливали свое давление на юг, совершая бесчисленные набеги на греко-македонские, фракийские и анатолийские территории с целью получения пищевых ресурсов или сырья, такого как драгоценные металлы. Такое положение дел усугубляет дурную репутацию и даже страх, который кельты внушают грекам. Последние видятся кровожадными, безжалостными. Более того, они ищут только богатства Македонии и Греции и, не колеблясь, грабят панэллинские святилища, такие как Дельфы, демонстрируя абсолютное неуважение к греческим божествам. Их репутация предшествовала им и на протяжении нескольких столетий наводила ужас на население большинства эллинистических царств. Вот почему победа над галатами придает большой престиж победителю.
Желая навязать македонцам соглашение против части их территории, царь Дарна объединился с галатами, которые победили и убили царя Македонии Птолемея Керавна в 279 году до н. э.
Эта массовая миграция шла по эллинистическому миру в трех разных направлениях: Македония, Пеония-Дардания и Фракия. Первая группа галатов прошла через Грецию и захватила всеэллинское святилище Дельфы, где была быстро уничтожена. Вторая проникла и надолго опустошила Фракию.
В это время, пока юг Македонии оставался под защитой македонского стратега Сосфена, последний был вынужден признать власть старшего брата и преемника Птолемея Керавна Мелеагра. Его быстро заменил племянник Кассандра Антипатр II Этесий, который довольно быстро лишился власти.
С 279 года до н. э. в условиях политической нестабильности военачальник, возглавлявший третью группу галатов, Бренн отправился в Македонию и встретил в районе бывшей столицы Лисимаха Лисимахии пытавшегося вернуть себе македонский престол Антигона II.

### Сражение
Город Лисимахия, расположенный во Фракии, был основан Лисимахом в 309 году до н. э. как столица его будущего царства. Город был разрушен много раз, в частности, из-за землетрясений. Он играл стратегическое значение для контроля торговли в Европе и Азии.
Наиболее подробно о сражении рассказано историком Юстином в Эпитомах сочинения Помпея Трога «История Филиппа». Антигон привел галатов в свой лагерь для переговоров, которому придал вид плохо укрепленного и защищенного лагеря. Показав им свои богатства, он возбудил алчность галатов, которые решили ночью напасть на лагерь. Но Антигон тем временем вывел оттуда своих людей и спрятал их в близлежащем лесу и на пришвартованных вдоль побережья судах. По пути к ним галаты были убиты устроившими засаду солдатами.

### Последствия
Победа Антигона II Гоната позволила ему удержать престол и одолеть Антипатра II и Птолемея Керавна, заложить новую царскую династию и укрепить свой статус. Победа при Лисимахии наряду с победой при Саламине позволили превратить Македонию в важный политический, экономический и культурный центр эллинистического мира. Тем не менее Македония нуждалась в восстановлении, на которое ушло около 50 лет. В это время её косвенный контроль над Грецией ослабел, для его сохранения македоняне были вынуждены размещать сильные гарнизоны и финансово поддерживать марионеточные греческие правительства. В это время в Греции возникает коалиция нескольких греческих городов-государств в лице Ахейского союза, который стал серьёзным противником Македонии.
Несмотря на отпор, галаты оставались постоянной угрозой для Македонии, расселившись в малоазийской Галатии и имея ряд поселений на Балканах. Сражавшиеся с ними эллинистические цари обнаружили их высокие воинские качества, после чего галаты в качестве наёмников появлялись как в их армиях, так и у римлян.